# Keskenylevelű tüdőfű
A keskenylevelű tüdőfű (Pulmonaria angustifolia)  a borágófélék (Boraginaceae) családjába tartozó Pulmonaria nemzetség 4 Magyarországon is előforduló fajának egyike.

## Élőhelye
Száraz és középszáraz tölgyesekben, gesztenyésekben fordul elő a Dunántúl és a Zempléni-hegység néhány pontján. Védett.

## Jellemzői
10–20 cm magas évelő.

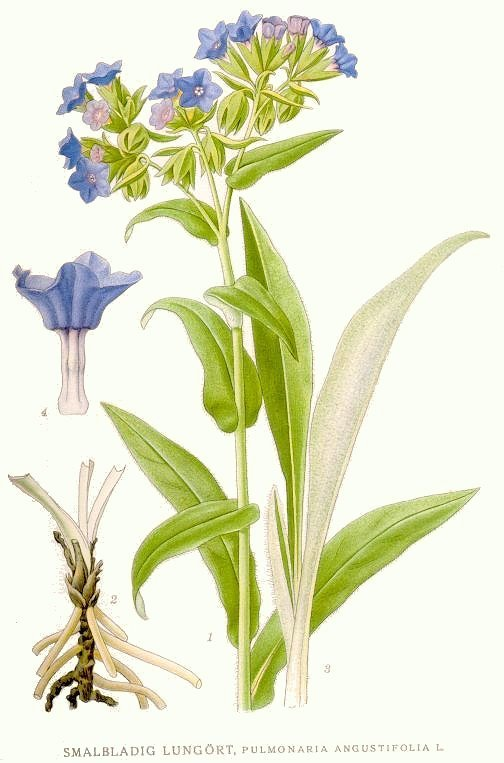

- A felső szárlevelek hosszúkásak, a többi hazai fajénál keskenyebbek. A virágzás után kifejlődő nyári tőlevelek folttalanok, érdes tapintásúak, ép szélűek, hosszan nyélbe keskenyedők.
- A virágok nem változtatják a színüket, maradandóan azúrkék színűek. A virágzat nem ragadós. Március-május között virágzik.

## Hasonló vagy rokon fajok
- Bársonyos tüdőfű (Pulmonaria mollis)
- Orvosi tüdőfű (Pulmonaria officinalis)
- Erdei gyöngyköles (Lithospermum purpureo-coeruleum)